# California Institute of Technology
California Institute of Technology (Caltech) er et privat forskningsbaseret universitet i Pasadena i staten Californien i USA. Det rangeres regelmæssigt som en af verdens ti førende teknologiske universiteter, og har en række nobelprismodtagere blandt deres tidligere studerende og professorer.
Caltech var i 2022, globalt set, på andenpladsen på Times Higher Educations liste over verdens bedste universiteter.
Caltech blev grundlagt i 1891 af den lokale forretningsmand Amos G. Throop. Astronomen George Ellery Hale spillede en vigtig rolle i opbygningen og var fra 1907 leder af Mount Wilson observatoriet. Caltech fik sit nuværende navn i 1921.
I skoleåret 2019-2020 havde Caltech 938 bachelorstuderende og 1.299 kandidatstuderende. De årlige skolepenge i skoleåret 2014-2014 blev anslået til at være 58.755 dollar. Der undervises op til niveau med ph.d.-graden.